# NGC 4446
NGC 4446 ist eine Spiralgalaxie vom Hubble-Typ Sc im Sternbild Haar der Berenike am Nordsternhimmel. Sie ist schätzungsweise 325 Millionen Lichtjahre von der Milchstraße entfernt und hat einen Durchmesser von etwa 105.000 Lj. Die Galaxie wird unter der Katalognummer VVC 1072 als Mitglied des Virgo-Galaxienhaufens gelistet. Wahrscheinlich ist sie gravitativ an ihren Nachbarn NGC 4447 gebunden.

Im selben Himmelsareal befinden sich u. a. die Galaxien NGC 4459, NGC 4468, NGC 4474, IC 3382.
Das Objekt wurde am 17. April 1887 von Lewis Swift entdeckt.